# Élections communales au Luxembourg
Les élections communales sont déterminées dans les grandes lignes par la loi électorale du 18 février 2003 et la loi communale du 13 décembre 1988. Les élections communales ont lieu tous les six ans.
Les conseillers communaux sont élus directement par les habitants de la commune. Chaque commune luxembourgeoise dispose d'un conseil communal duquel ressort le collège des bourgmestre et échevins.

## Principes

### Élections directes des membres du conseil communal

Les communes du Luxembourg en 2018.

Les personnes inscrites sur les listes électorales procèdent à l'élection directe des membres du conseil communal de leur commune de résidence. Les électeurs disposent d'autant de suffrages qu'il y a de conseillers à élire au conseil communal.
Le nombre de conseillers communaux est fonction du nombre des habitants de la commune. Il est toujours impair.
Les conseils communaux, y compris les membres du collège des bourgmestre et échevins, sont ainsi composés :
- de 7 membres dans les communes dont la population ne dépasse pas 999 habitants ;
- de 9 membres dans les communes de 1 000 à 2 999 habitants ;
- de 11 membres dans les communes de 3 000 à 5 999 habitants ;
- de 13 membres dans les communes de 6 000 à 9 999 habitants ;
- de 15 membres dans les communes de 10 000 à 14 999 habitants ;
- de 17 membres dans les communes de 15 000 à 19 999 habitants ;
- de 19 membres dans les communes de 20 000 habitants et plus ; à l'exception du conseil communal de la Ville de Luxembourg qui est composé de 27 membres.

Le nombre de conseillers communaux attribués à chaque commune est déterminé par règlement grand-ducal. Les conseillers communaux sont élus pour une période de six ans. Ils sont rééligibles.

### Deux modes d'élections différents

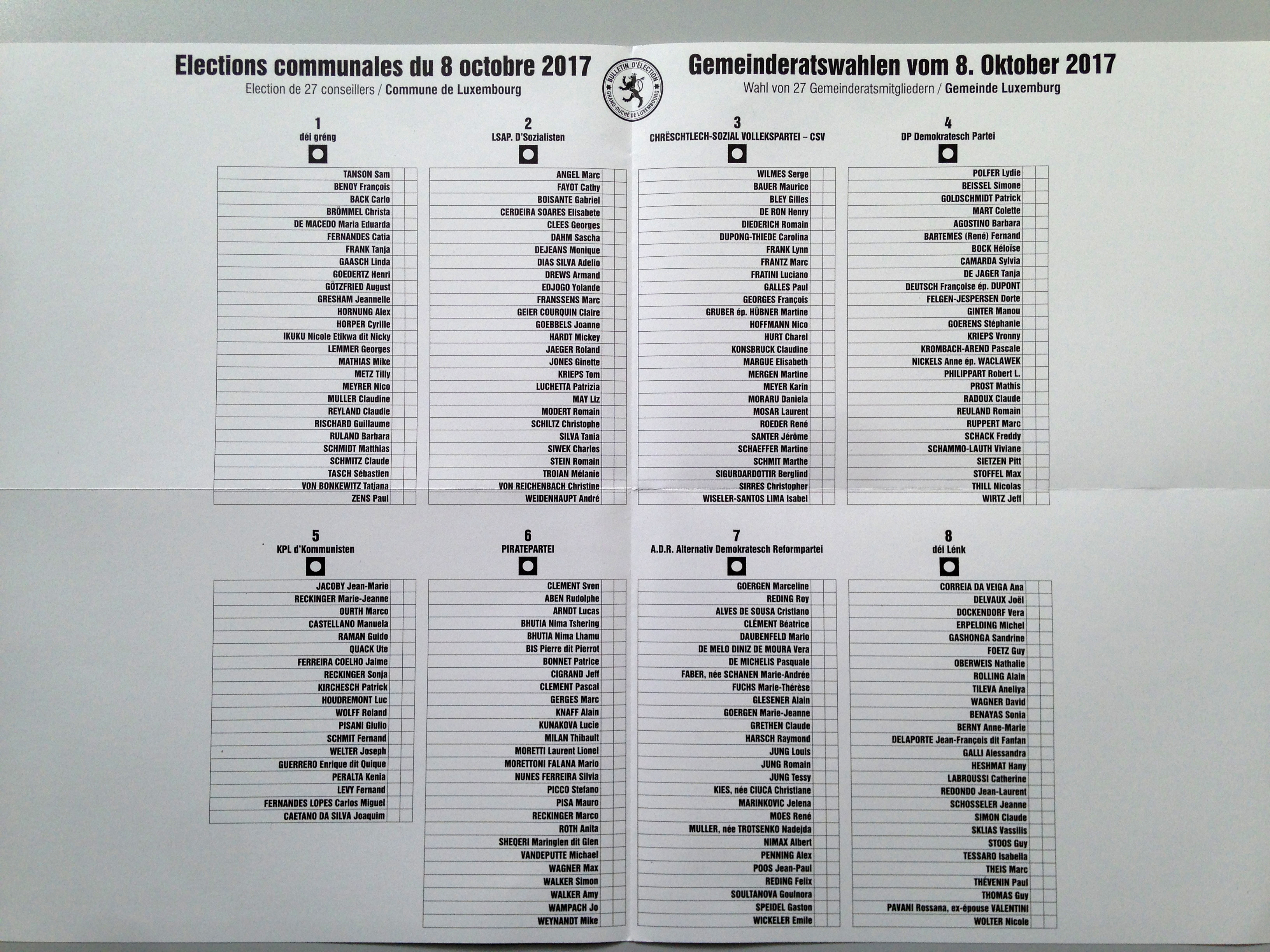
Bulletin de vote pour les élections communales de 2017 à Luxembourg.

Chaque commune forme une circonscription électorale. Tous les électeurs d'une commune concourent ensemble à l'élection des membres du conseil communal.
Dans les communes dont la population est inférieure à 3 000 habitants, les élections se font d'après le système de la majorité relative.
Dans les autres communes, les élections se font au scrutin proportionnel plurinominal.

### Le collège des bourgmestre et échevins
Le collège des bourgmestre et échevins de chaque commune se compose d'un bourgmestre et de :
- 2 échevins dans les communes dont la population est inférieure à 10.000 ;
- 3 échevins dans les communes de 10.000 à 19.999 habitants ;
- 4 échevins dans les communes de 20.000 habitants et plus ;
- 6 échevins pour la ville de Luxembourg.

Les échevins sont nommés par le ministre de l'Intérieur sur présentation de la majorité des nouveaux élus au conseil communal ou du conseil communal et sont nommés pour une période de 6 ans.
Le bourgmestre est nommé par le Grand-duc sur présentation de la majorité des nouveaux élus au conseil communal ou du conseil communal pour une période de 6 ans également.

### Vote obligatoire
Le vote est obligatoire pour tous les électeurs inscrits sur les listes électorales. Les électeurs ne peuvent pas se faire remplacer.
Ceux qui se trouvent dans l'impossibilité de prendre part au scrutin doivent faire connaître leurs motifs d'abstention au procureur d'État territorialement compétent, avec les justifications nécessaires. L'abstention non justifiée est punie d'une amende. La sanction s'aggrave en cas de récidive.
Sont excusés de droit les électeurs qui au moment de l'élection habitent une autre commune que celle où ils sont appelés à voter et les électeurs âgés de plus de 75 ans.

### Droit de vote des Non-Luxembourgeois
Les non-luxembourgeois, qui résident au Grand-Duché de Luxembourg, sont admis à voter dans la commune où ils résident au moment de la demande d'inscription sur la liste électorale. Le droit de vote des non-luxembourgeois a été étendu par la loi du 22 juillet 2022 portant modification : 1° de la loi électorale modifiée du 18 février 2033 ; 2° de la loi modifiée du 27 juillet 1991 sur les médias électroniques, qui a supprimé la condition existant antérieurement d'une résidence minimale de 5 ans.

### Délai d'inscription sur les listes électorales
Les listes électorales sont permanentes et mises à jour de façon continue. Les ressortissants luxembourgeois sont inscrits d'office sur la liste électorale de leur commune de résidence au Luxembourg dès qu'ils remplissent les conditions requises par la loi pour être électeur.
Les ressortissants étrangers désireux de participer pour la première fois aux élections communales font une demande d'inscription sur la liste électorale auprès de l'administration communale de leur commune de résidence. Une telle demande peut être introduite dès que les conditions pour être électeur sont remplies. Les listes électorales sont arrêtées provisoirement 87 jours avant le jour du scrutin, date limite d'inscription.

### Vote par correspondance
Tous les électeurs inscrits sur les listes électorales sont admis au vote par correspondance lors des élections communales.

## Conditions de l'électorat

### Électeurs
Pour être électeur aux élections communales, il faut :
- être âgé de 18 ans accomplis au jour des élections ;
- jouir des droits civils et ne pas être déchu du droit de vote dans l'État de résidence ou dans l'État d'origine (sauf si la déchéance du droit d'éligibilité est la conséquence de la résidence hors de l'État d'origine) ;
- pour les Luxembourgeois, être domicilié dans le Grand-Duché de Luxembourg ;
- pour les ressortissants d'un autre État membre de l'Union européenne, être domicilié dans le Grand-Duché et y avoir résidé au moment de la demande d'inscription sur la liste électorale ;
- pour les autres ressortissants étrangers, être domicilié dans le Grand-Duché et y avoir résidé au moment de la demande d'inscription sur la liste électorale et disposer d'une carte ou d'un titre de séjour en cours de validité.

### Candidats
La loi du 13 février 2011 a élargi le droit d'éligibilité aux élections communales à tous les résidents étrangers, alors qu'aux élections communales d'octobre 2005, seulement les ressortissants des autres États membres de l'Union européenne pouvaient être candidat.
Pour être éligible, il faut :
- être âgé de 18 ans accomplis au jour de l'élection ;
- jouir des droits civils et ne pas être déchu du droit d'éligibilité dans le Grand-Duché de Luxembourg ou dans l'État d'origine (sauf si la déchéance du droit d'éligibilité est la conséquence de la résidence hors de l'État d'origine) ;
- avoir sa résidence habituelle depuis 6 mois dans la commune lors du dépôt de sa candidature, c'est-à-dire y habiter d'ordinaire.

Pour les ressortissants étrangers, il faut en outre avoir résidé sur le territoire luxembourgeois, au moment du dépôt de la candidature, pendant au moins cinq années, dont la dernière année de résidence précédant immédiatement le dépôt de la candidature prévue par la présente loi doit être ininterrompue. Le ressortissant étranger doit produire à l'appui de sa candidature une déclaration précisant sa nationalité et son adresse au Grand-Duché de Luxembourg et qu'il n'est pas déchu du droit d'éligibilité dans son État d'origine, un document d'identité en cours de validité ainsi qu'un certificat documentant la durée de résidence au Grand-Duché.